# Acmispon dendroideus
Acmispon dendroideus là một loài thực vật có hoa trong họ Đậu. Loài này được (Greene) Brouillet mô tả khoa học đầu tiên năm 2008.